# Anchitheriomys
Anchitheriomys es un género extinto de roedor perteneciente a la familia de los castores, Castoridae. Hasta recientemente, fue clasificado en una familia de roedores cercanamente relacionada, Eutypomyidae (por ejemplo,McKenna y Bell, 1997, p. 129), pero Korth y Emry (1997) más tarde decribieron un cráneo parcial que muestra similitudes con otro castor primitivo, Agnotocastor.